# Gare d’Avion
Gare d’Avion vasútállomás Franciaországban, Avion településen, Pas-de-Calais megyében.

## Vasútvonalak
Az állomást az alábbi vasútvonalak érintik:
- Arras–Dunkirk-vasútvonal

## Kapcsolódó állomások
A vasútállomáshoz az alábbi állomások vannak a legközelebb:
- Gare de Vimy
- Gare de Lens